# Sinolinyphia
Sinolinyphia là một chi nhện trong họ Linyphiidae.